# Несжимаемый континуум

Построение BJK континуума.

Несжимаемый континуум —  континуум, который нельзя представить как объединение двух его собственных подконтинуумов.

## История
Первый пример был построен Брауэром.
Первые несжимаемые континуумы строились как контрпримеры к различным гипотезам в общей топологии.
Они также возникают как аттракторы некоторых динамических систем.

## Примеры
- BJK континуум (названный в честь Брауэра, Янишевского и Кнастера) это неразложимый плоский континуум. Его можно построить как пересечение убывающей последовательности компактных множеств на плоскости показанной на рисунке. Это построение подобно построению канторова множества.
- Псевдодуга является примером наследственно неразложимого континуума.